# Limp Bizkit
Limp Bizkit je američki nu metal sastav iz Jacksonvilla. Trenutnu postavu sastava čine vokalist Fred Durst, gitarist Wes Borland, basist Sam Rivers, bubnjar John Otto i  DJ Lethal.

## Povijest sastava
Sastav su 1995. osnovali Fred Durst, Sam Rivers i Rob Waters. Međutim, ubrzo nakon objavljivanja prve demosnimke Mental Aquaducts, Waters napušta sastav, a na prijedlog Riversa zamjenjuje ga Wes Borland. Počeli su nastupati u Jacksonvillu, te su svirali i uz sastav Korn, s kojim će surađivati u budućnosti. Na koncertu Garbagea, Durst upoznaje Jordana Schura, te sastav potpisuje za njegovu izdavačku kuću Flip Records.

### Three Dollar Bill, Yall$ (1997. – 1998.)
Limp Bizkit objavljuju svoj prvi studijski album Three Dollar Bill, Yall$ 1997. godine. Iako u početku album nije postigao veći uspjeh, nakon mnogo koncerata te nastupa na MTV-u i Ozzfestu, našao se na 25. mjestu top liste Billboard 200. Prvi singl objavljen s albuma bio je "Counterfeit", međutim veći uspjeh postigao je "Faith", obrada pjesme Georgea Michaela.

### Significant Other (1999. – 2000.)
Njihov idući album Significant Other, objavljen 1999. postigao je mnogo veći uspjeh, našao se na prvom mjestu top liste Billboard 200, te je prodano 834.000 primjeraka u prvom tjednu, a ukupno 16 milijuna diljem svijeta. S albuma su objavljeni singlovi  "Nookie", "Break Stuff", "Re-Arranged" i "N 2 Gether Now", te su na njemu gostovali Method Man, Jonathan Davis iz Korna, te Scott Weiland iz Stone Temple Pilotsa. 
Sastav se našao u središtu kontroverze u ljeto 1999. kada su posjetitelji nakon njihovog nasupa na festivalu Woodstock '99 počeli demolirati pozornicu, te je nakon koncerta prijavljeno nekoliko slučajeva silovanja, te seksualnih napada. Iako su neki optužili Limp Bizkit da su potakli nasilje, Durst je to opovrgnuo.

### Chocolate Starfish (2000. – 2001.)
Idući studijski album Chocolate Starfish and the Hot Dog Flavored Water objavljuju 17. listopada 2000. Samo u prvom tjednu prodano je više od milijun primjeraka u SAD-u, te je nagrađen zlatnom, platinastom, i šesterostrukom multiplatinastom nakladom. Objavljeni su singlovi "My Generation", "Rollin' (Air Raid Vehicle)", "My Way" te "Take a Look Around" koji se našao na soundtracku za film Nemoguća misija 2. Unatoč velikom komercijalnom uspjehu, kritičari su album ocijenili prosječnim.
Sastav se ponovno našao u središtu kontroverze 2001., kada je na koncertu na Big Day Out festivalu u Sydneyu 
tinejđerica Jessica Michalik, u sveopćem naguravanju za vrijeme nastupa Limp Bizkita doživjela srčani udar, 
te preminula u bonici pet dana kasnije. Durst je optužen jer nije uspio smiriti gomilu nakon incidenta, no on 
je izjavio da je upozorio organizatore koncerta na moguće opasnosti.
Sud je presudio da je sastav mogao više pridonijeti u sprječavanju incidenta, no da je glavni krivac organizator
jer nije dovoljno dobro osigurao prostor.
Zbog neslaganja s Durstom, u jesen 2001. Wes Borland napušta sastav, što su mnogi označili kao veliki gubitak,
zbog njegovih značajnih doprinosa te ekscentričnosti.

### Results May Vary (2002. – 2004.)
Nakon odlaska Borlanda, sastav je organizirao državnu audiciju za novog gitarista nazvanu Put Your Guitar Where Your Mouth Is 2002. godine
Iako su odabrana tri finalista, umjesto njih novi gitarist postaje Mike Smith iz sastava Snot. Iako su tada
već bili snimili dovoljno pjesama za album, ponovno su se vratili u studiju kako bi ih snimili sa Smithom. Četvrti
studijski album Result May Vary objavljuju 23. rujna 2003., s pola pjesama snimljenih sa Smithom,
te pola na kojima je gitaru svirao Sam Rivers. Album je s prodanih više od milijun primjeraka zaradio platinastu
nakladu, no tek nakon pet godina, te je doživio loše kritike.
Unatoč tome, uspjeh je postigla obrada pjesme The Whoa "Behind Blue Eyes", na čijem je videspotu glumila
oscarovka Halle Berry. 

### Povratak Borlanda, raspad (2005. – 2008.)
U srpnju 2005. objavljeno je da se Borland vratio u sastav, te je 3. svibnja 2005. objavljen EP The Unquestionable Truth (Part 1). U studenom iste godine objavljuju svoju prvu kompilaciju najvećih hitova nazvanu Greatest Hitz, na kojoj su se nalazile pjesme s njihova prva četiri studijska albuma, te dvije dotad neobjavljene pjesme, "Why" i "Lean on Me".
Ubrzo nakon objave kompilacije, Borland napušta sastav, koji se neslužbeno raspada; Durst počinje s režiranjem i glumom, 
a ostali članovi se pridružuju drugim sastavima. 
Dana 31. ožujka 2008. objavljuju Rock im Park 2001, album uživo, te DVD s nastupa na istoimenom festivalu
u Njemačkoj 2001., kada su bili na vrhuncu slave. To je ujedno bio i jedan od njihovih zadnjih nastupa
s originalnom postavom (Fred Durst, Wes Borland, Sam Rivers, John Otto i DJ Lethal). 

### Ponovno okupljanje,Gold Cobrai odvajanje od Interscopea (2008. – 2011.)
Ponovno se okupljaju 2009. kako bi održali svjetsku turneju Unicorns N' Rainbows Tour. Nastupali su na nekoliko festivala i pozornica u Europi i Aziji, između ostaloga i na Download festivalu u Ujedinjenom Kraljevstvu, 
njemačkim festivalima Rock am Ring i Rock im Park i u Hrvatskoj u Areni Varaždin. Istovremeno Durst najavljuje novi album, Gold Cobra, koji su objavili 28. lipnja 2011. Nakon objave albuma Limp Bizkit napušta Interscope Records. 

### Stampede of the Disco Elephants(2012. –)
Dana 24. veljače 2012. potpisuju ugovor s Cash Money Records i najavljuju planove za objavu novog singla "Ready to Go", albuma Stampede of the Disco Elephants i EP-ja Unquestionable Truth (Part 2). DJ Lethal napušta grupu zbog svađe s Durstom oko njegovih problema s alkoholom i drogama. 
S Lil Wayneom 24. ožujka objavljuju singl "Ready to Go" na web-stranici limpbizkit.com, a 22. srpnja objavljuju i njegov glazbeni spot. Njihov sljedeći singl, "Endless Slaughter", objavljen je u lipnju 2014. U listopadu iste godine Durst otkriva kako je grupa napustila Cash Money i ponovno se osamostalila od diskografskih kuća. Dana 8. srpnja 2019. prvi puta izvode pjesmu "Wasteoid" uživo u Parizu.
DJ Lethal se vraća u sastav grupe u 2018. The New York Times je 25. lipnja 2019. svrstao Limp Bizkit među stotine izvođača čiji materijal je stradao u požaru Universalovog studija 2008.

## Članovi sastava
Trenutačna postava
- Fred Durst – vokal (1994.–2006., 2009.–)
- Sam Rivers – bas-gitara (1994.–2006., 2009.–)
- John Otto – bubnjevi (1994.–2006., 2009.–)
- DJ Lethal – DJ-ing, sampliranje, klavijature (1996.–2006., 2009.–2012., 2018.–)
- Wes Borland – gitara (1995.–2001., 2004.–2006., 2009.–)

Bivši članovi
- Rob Waters – gitara (1994.–1995.)
- Terry Balsamo – gitara (1995.)
- Mike Smith – gitara (2002.–2004.)

Privremeni članovi
- Scott Borland – klavijature (1997.–2000.)
- Brian Head Welch – gitara (2002.–2003.)
- Sammy Siegler – bubnjevi, udaraljke (2005.)

## Diskografija

### Studijski albumi
- Three Dollar Bill, Yall$ (1997.)
- Significant Other (1999.)
- Chocolate Starfish and the Hot Dog Flavored Water (2000.)
- Results May Vary (2003.)
- Gold Cobra (2011.)
- Still Sucks (2021.)

### EP-ovi
- The Unquestionable Truth (Part 1) (2005.)

### Kompilacije
- Greatest Hitz (2005.)
- Collected (2008.)
- Icon (2011.)

### Remixovi
- New Old Songs (2001.)

### Koncertni albumi i DVD-ovi
- Greatest Videoz (2005.)

- Rock im Park 2001 (2008.)

## Vanjske poveznice
- http://www.limpbizkit.com/Default.aspx  Arhivirana inačica izvorne stranice od 9. travnja 2009. (Wayback Machine)